# José Shaffer
José Alberto Shaffer (* 16. Dezember 1985 in Córdoba, Argentinien) ist ein argentinischer Fußballspieler auf der Position eines Abwehrspielers.

## Karriere
Shaffer begann seine Karriere in seinem Heimatland Argentinien beim Erstligisten Racing Club Avellaneda.
Nach 6 Monaten wurde er allerdings an IFK Göteborg verliehen, wo er auf gerade mal 3 Einsätze kam.
Nach seiner Rückkehr nach Argentinien hat er sich zwei Jahre lang als Stammspieler durchgeschlagen und 37 Partien gespielt, ehe er zur Saison 2009/10 nach Portugal wechselte, genauer gesagt in die Hauptstadt zu Benfica Lissabon. Nachdem er bei Benfica nicht Fuß fassen konnte, wechselte Shaffer für sechs Monate zurück nach Argentinien zum CA Banfield auf Leihbasis. Zur Saison 2010/11 wechselte er weiterhin auf Leihbasis zum argentinischen Verein Rosario Central. Im Sommer 2011 kehrte er nach Portugal zurück, wo er an União Leiria für eine Saison verliehen wurde.
Im September 2012 beendete Shaffer seinen bis 2013 laufenden Vertrag vorzeitig, da er bei Benfica keine Perspektive für sich sah.